# آلفرد یودل
آلفرد یوزف فردیناند یودل (به آلمانی: Alfred Jodl) (۱۰ مه ۱۸۹۰ – ۱۶ اکتبر ۱۹۴۶) نظامی آلمانی و رئیس ستاد عملیات‌های فرماندهی عالی ورماخت بین سال‌های ۱۹۳۹ تا ۱۹۴۵ و مدت کوتاهی رئیس فرماندهی عالی ورماخت بود.
او به عنوان نماینده دریاسالار کارل دونیتس، روز ۷ مه سال ۱۹۴۵ قرارداد تسلیم بی‌قیدوشرط آلمان را در شهر ریمز فرانسه امضا کرد. وی در دادگاه نورنبرگ به جرم توطئه علیه صلح جهانی و جنایت علیه بشریت به مرگ محکوم شد.

## سال‌های اولیه
روز ۱۰ مه سال ۱۸۹۰ در وورتسبورگ زاده شد. پدرش سرگرد بازخرید شده توپخانه بایرن بود که به دلیل قصد ازدواج با یک رعیت‌زاده وادار به ترک خدمت فعال گشته بود. او یکی از پنج فرزند حاصل از این ازدواج بود. پس از گذراندن دوره آموزش در دانشکده نظامی، سال ۱۹۱۰ با عنوان دانشجو-افسر در هنگ ۴ توپخانه صحرایی به نیروی زمینی بایرن پیوست. تا سال ۱۹۱۲ دانشکده جنگ بایرن در مونشن تحصیل نمود و درجه ستوان دومی را در روز ۲۸ اکتبر همان سال دریافت کرد. به عنوان افسر توپخانه در جریان جنگ جهانی اول در جبهه‌های غربی و شرقی به نبرد پرداخت. ماه نخست جنگ در اثر اصابت ترکش نارنجک زخمی شد اما به سرعت بهبود یافته و در ماه دسامبر به خط مقدم بازگشت. با ارتقا به درجه ستوان یکمی در ماه ژانویه سال ۱۹۱۶، فرماندهی آتشبارهایی را در هنگ ۱۹ توپخانه صحرایی، هنگ ۷۲ توپخانه صحرایی اتریش-مجارستان و هنگ ۱۰ توپخانه صحرایی بر عهده داشت. ماه مه سال ۱۹۱۷ به عنوان آجودان مجدداً به هنگ ۱۹ توپخانه صحرایی منتقل گشت. بین ماه‌های دسامبر سال ۱۹۱۷ و دسامبر سال ۱۹۱۸، در آخرین مسئولیت خود در طول جنگ، آجودان فرماندهی ۸ توپخانه بایرن بود.

## رایشسور

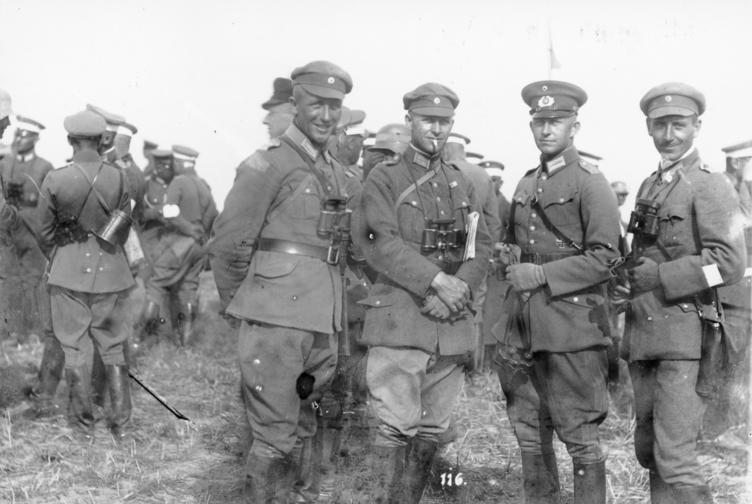
از راست دوم، سال ۱۹۲۶

پس از جنگ در نیروی زمینی باقی ماند و پس فرماندهی آتشبارهایی در چهار هنگ مختلف در ناحیه آگسبورگ، دوره ستاد کل را در سال ۱۹۲۱ آغاز کرد. در دوران جمهوری وایمار به دانشگاه برلین رفت، در ستاد لشکر هفتم پیاده‌نظام در مونشن حضور یافت (۱۹۲۷–۱۹۲۴)، یک آتشبار را در هنگ ۷ توپخانه کوهستان در لندسبرگ فرماندهی نمود و به عنوان افسر آموزش ستاد کل در لشکر هفتم پیاده‌نظام خدمت کرد (۱۹۳۲–۱۹۲۸). سال ۱۹۳۱ به درجه سرگردی ترفیع یافت. روز ۱ ژوئن سال ۱۹۳۲ وارد دفتر نیرو (عنوان پوششی ستاد کل) گردید.

## ورماخت
سال ۱۹۳۵ به دفتر نیروهای مسلح پیوست و هنگام تشکیل فرماندهی عالی ورماخت، ریاست دفتر دفاع ملی به او سپرده شد. چند هفته بعد در ماه مارس سال ۱۹۳۸، با درجه سرهنگی در جایگاه ریاست ستاد عملیات‌های فرماندهی عالی ورماخت جانشین سرلشکر ماکس فن فیبان گشت. در این جایگاه به شدت از ژنرال‌های آلمانی که در مقابل آدولف هیتلر و «حمایت تمام ملت از پیشوا»، کشور را آماده جنگ نمی‌دیدند، انتقاد کرد و از آن‌ها خواست بدون دخالت در تصمیم‌گیری‌های سیاسی، بر راهبردهای نظامی متمرکز شوند. او با اعتقادی راسخ نسبت به پیشوا، آن‌ها را که «نبوغ هیتلر» را نشناخته بودند، تخطئه نمود. ماه نوامبر به فرماندهی فرماندهی ۴۴ توپخانه (بعدا لشکر چهل و چهارم پیاده‌نظام) در وین منصوب گشت و سال بعد به درجه سرتیپی ارتقا یافت. بحث فرماندهی او بر لشکر دوم کوهستان توسط ویلهلم کایتل، رئیس فرماندهی عالی ورماخت مطرح شد اما با آغاز جنگ هیچگاه محقق نگردید. روز ۲۳ اوت سال ۱۹۳۹ مجدداً به خواست کایتل به مقام پیشین خود در ریاست ستاد عملیات‌های فرماندهی عالی ورماخت بازگشت و طرح‌ریزی مورد سفید، تهاجم آلمان به لهستان را صورت داد. تا پایان جنگ جهانی دوم و با ارتقا تا درجه ارتشبدی به عنوان فردی وفادار به پیشوا در این جایگاه باقی ماند. هنگام ترفیع درجه درجه سرلشکری را رد کرد و مستقیم از درجه سرتیپ به درجه سپهبد (ژنرال توپخانه) رسید.

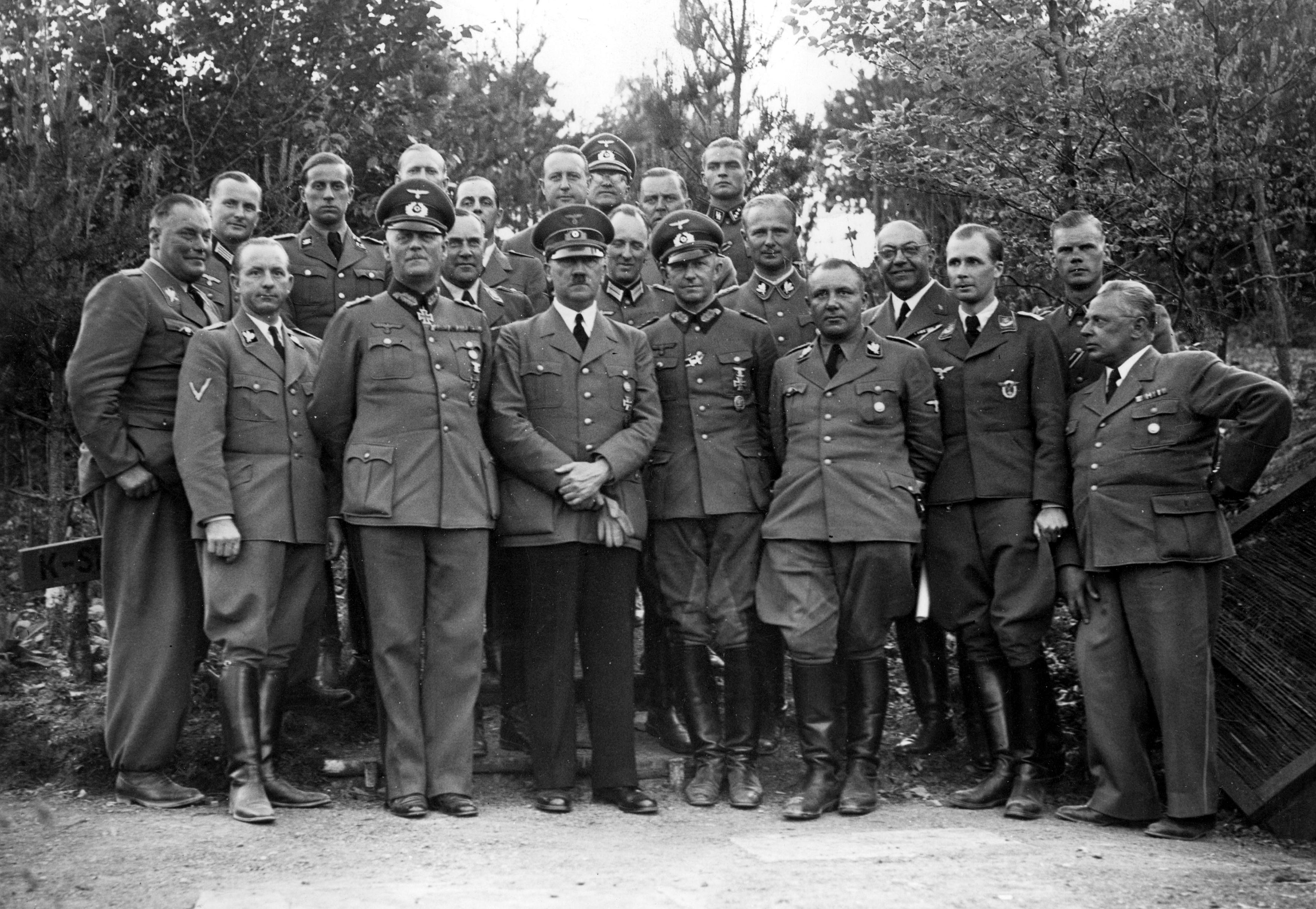
سمت راست هیتلر، وولفشانتزه، ژوئن ۱۹۴۰

عملیات وزروبونگ، تهاجم آلمان به نروژ، مستقیماً زیر نظر فرماندهی عالی ورماخت و توسط او ستادش انجام گرفت. با وجود موفق عملیات، هنگامی نیروهای بریتانیایی وارد خاک نروژ شدند، هیتلر قصد عقب‌نشینی به سمت جنوب را داشت که او این عمل را نه تنها غیرممکن بلکه پر خسارت دانست تا پیشوا از تصمیم خود منصرف شود. مجدداً با دخالت فرماندهان دیگر از جمله هرمان گورینگ، نگرانی پیشوا تشدید و دوباره فرمان به عقب‌نشینی داد که موجب شگفت‌زدگی او و ستادش شد. با اجتناب سرهنگ دوم برنارد فن لوسبرگ از ابلاغ این فرمان، او در تقابل مستقیم با خواست هیتلر قرار گرفت. در دیدار با پیشوا به سختی با این فرمان مخالفت کرد و با «کوبیدن مشت بر میز» آن را بی‌دلیل دانست. سرسختی او در مسئله هیتلر را برای بار دیگر مجاب نمود. با پیروزی در عملیات صحت نظرات او مشخص گشت. بدین ترتیب با حصول اطمینان بالا توسط پیشوا از خرد نظامی او، دو سال آینده را در معاشرت نزدیک با هیتلر گذراند و جزو «حلقه داخلی» او محسوب می‌شد.
ترفیع درجات:
- ۲۸ اکتبر ۱۹۱۲: ستوان دوم
- ۱۴ ژانویه ۱۹۱۶: ستوان یکم
- ۱۸ اکتبر ۱۹۱۸: سروان
- ۱ فوریه ۱۹۳۱: سرگرد
- ۱ اکتبر ۱۹۳۳: سرهنگ دوم
- ۱ اوت ۱۹۳۵: سرهنگ
- ۱ آوریل ۱۹۳۹: سرتیپ
- از سرتیپ مستقیماً با دو درجه ارتقا سپهبد شد: سرلشکر
- ۱ ژوئیه ۱۹۴۰: سپهبد (ژنرال توپخانه)
- ۳۰ ژانویه ۱۹۴۴: ارتشبد

نسبت به موفقیت عملیات بارباروسا، تهاجم آلمان به شوروی بد بین بود اما اعتقاد داشت نبوغ هیتلر موجب شکست دشمن خواهد شد. معتقد بود پیشوا «حس ششم» دارد و کسب پیروزی‌های بزرگ را ادامه خواهد داد. آماده‌سازی طرح عملیاتی بارباروسا توسط فرماندهی عالی نیروی زمینی صورت گرفت؛ درحالیکه فرماندهی عالی ورماخت مأموریت اطمینان از اعلام فرامین پیشوا در آن را داشت. هیتلر به جای مشورت با فرانتس هالدر، رئیس ستاد کل نیروی زمینی، در جریان طرح‌ریزی بیشتر از توصیه‌های او بهره می‌گرفت. قرابت او با پیشوا موجب دور شدن از ستاد خودش شد. پس از آغاز عملیات، لزوم تصمیم‌گیری‌های راهبردی در جبهه شرقی موجب بروز نخستین تنش‌ها
بین او و هیتلر شد. هنگامی که در ماه اوت سال ۱۹۴۲ پشت هالدر را در برابر هیتلر گرفت،
موجب خشم پیشوا گردید تا دیگر هیچگاه «با او دست ندهد» و «غذا نخورد». بحران جدی‌تر دوم در این رابطه هنگامی ایجاد شد که ماه سپتامبر همان سال با انتقاد هیتلر از عدم پیشروی گروه ارتش آ در قفقاز، از طرف پیشوا به قرارگاه این یگان اعزام شد تا شرایط را بررسی و بر پیشروی سریع‌تر تأکید کند. بر خلاف میل هیتلر، پس از بازگشت، از قضاوت فرمانده گروه ارتش از شرایط دفاع نمود. این امر موجب بروز بحث بین دو طرف و قصد هیتلر در جایگزینی او با فریدریش پائولوس پس از پیروزی در استالینگراد، گردید. این پیروزی هیچگاه به دست نیامد و پائولوس خود را تسلیم دشمن کرد تا او در جایگاه خود باقی بماند. با وجود سردی روابط برای مدتی، هیتلر به این باور رسیده بود که نمی‌تواند او را کنار بگذارد. او نیز با وفاداری نسبت به پیشوا، با وجود این که پس از شکست در نبرد استالینگراد دیگر امیدی به پیروزی در جنگ نداشت، به اجرای فرامین و پشتیبانی از هیتلر ادامه داد تا روابط آن‌ها تقویت شود. به هر صورت از ابلاغ فرمان کماندو پیشوا در اعدام کماندوهای دشمن هنگام دستگیری اجتناب ورزید.

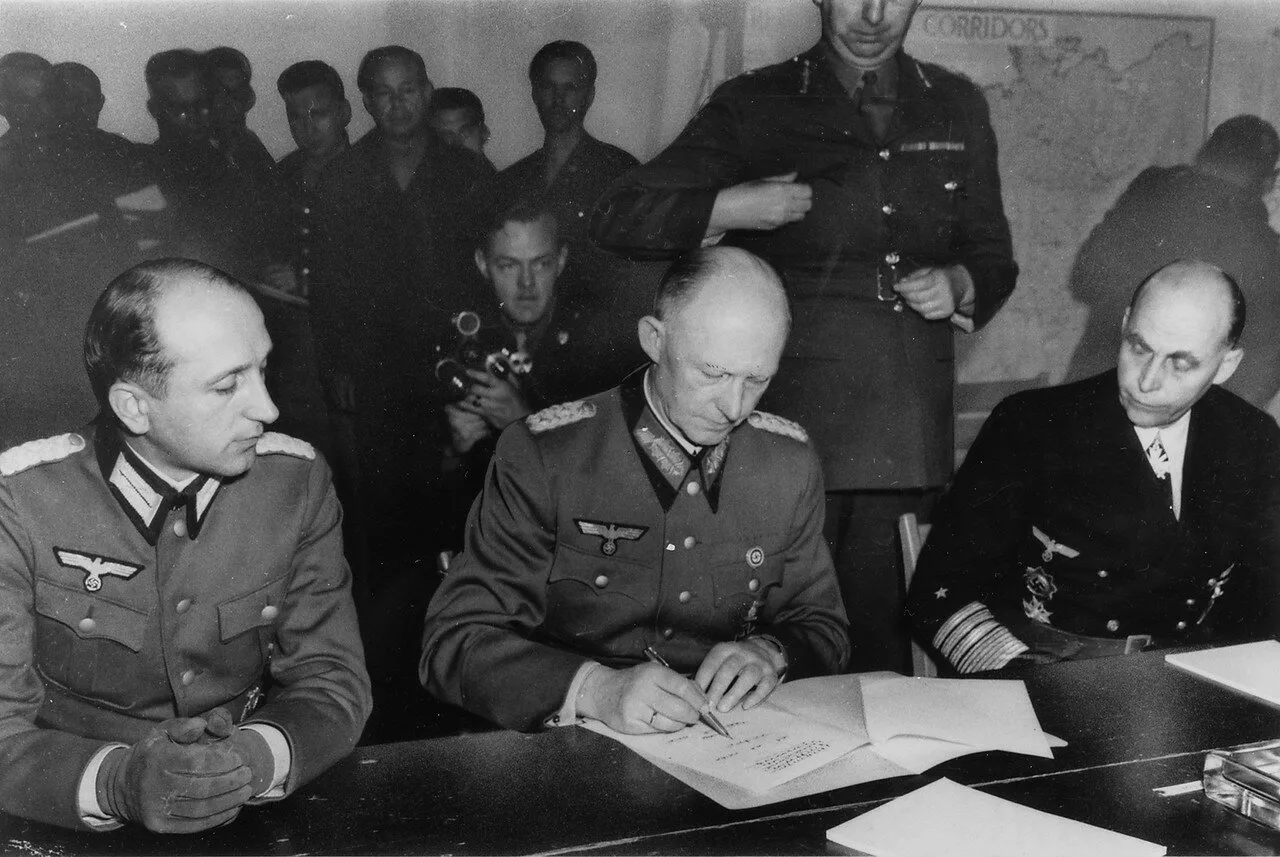
وسط، در حال امضای پیمان تسلیم بی قید و شرط آلمان

روز ۲۲ ژوئیه سال ۱۹۴۴ هنگام ترور ناموفق هیتلر توسط سرهنگ فن اشتاوفنبرگ، زخم‌های جزئی برداشت. تا ماه آوریل سال ۱۹۴۵ با پیشوا در برلین باقی ماند. در نهایت با ترک پناهگاه هیتلر، به عنوان نماینده دولت آدمیرال کارل دونیتس، روز ۷ مه سال ۱۹۴۵ با چهره‌ای اشک‌بار پیمان تسلیم بی قید و شرط آلمان به متفقین را در رایم امضا کرد. روز ۲۳ مه به همراه مابقی اعضای دولت دونیتس، دستگیر شد.

## پس از جنگ

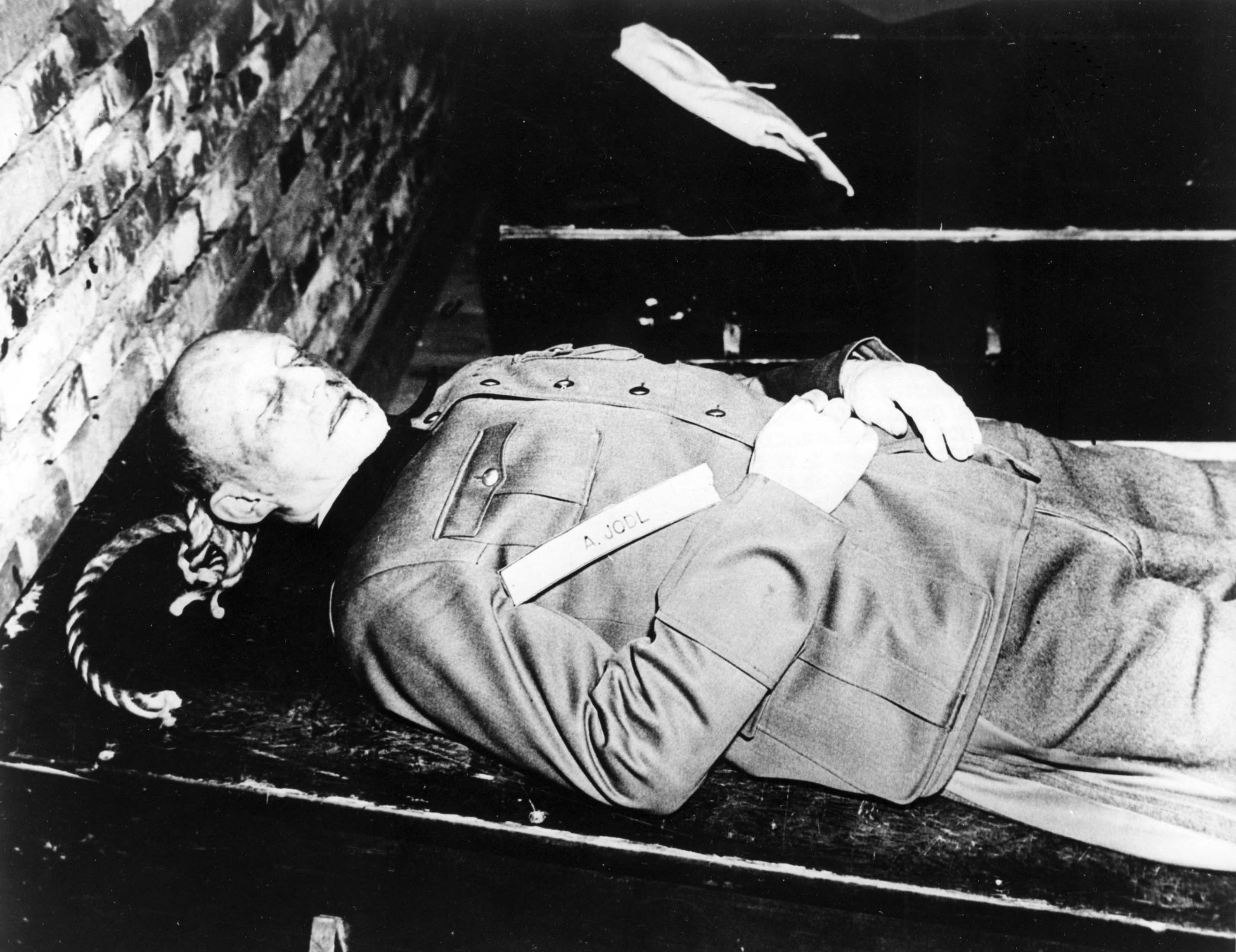
پس از اعدام، ۱۶ اکتبر ۱۹۴۶

هنگام محاکمه در دادگاه نورنبرگ دفاع صادقانه‌ای بروز داد و خود را سربازی معرفی نمود که وظایفش را انجام داده‌است. او بر این مسئله تأکید داست که یک سرباز نمی‌تواند مسئول تصمیمات سیاسی قلمداد گردد. افزود وفادارانه پیشوا را اطاعت کرده و جنگ را مشروع می‌دانسته‌است. آلبرت اشپیر او را در این موقعیت «جزو معدود کسانی که فرا تر از شرایط ایستاده‌اند» توصیف می‌کند. دادگاه به هر صورت این دلایل را رد کرد و او را مجرم تشخیص داد. ارتشبد آلفرد یودل در نهایت به مرگ با طناب دار محکوم گشت و ساعت ۲ بامداد روز ۱۶ اکتبر سال ۱۹۴۶ به دار آویخته شد. جسد او سوزانده و خاکسترش در مکانی نامعلوم به جریان آب سپرده شد.
با این وجود یک صلیب با نام و نشان او در مقبره خانوادگی در گورستان فراوئنینسل در نزدیکی کیمسی قرار دارد. همسر نخستش در جانب راست گور خالی او و همسرش دومش پس از مرگ در سال ۱۹۹۸ در سمت چپ آن دفن شده‌اند.

## زندگی شخصی
اندکی پس از این که وارد نیروی زمینی شد با کونتس ایرما فن بولیون از یک خاندان نامدار سوابیایی ازدواج کرد. ایرما هنگامی که تابستان سال ۱۹۴۳ برای یک عمل جراحی به کونیگسبرگ فرستاده شده بود، در پی حمله هوایی متفقین به یک پناهگاه سرد منتقل گشت که به ابتلای او به ذات‌الریه و مرگش انجامید. نوامبر همان سال با لوئیس فن بردا ازدواج نمود. لوئیس تا آخر عمر همراه او بود و در سال ۱۹۵۳ پس از مرگ موفق به تبرئه او در دادگاهی در مونشن شد.